# Travailler plus pour gagner plus

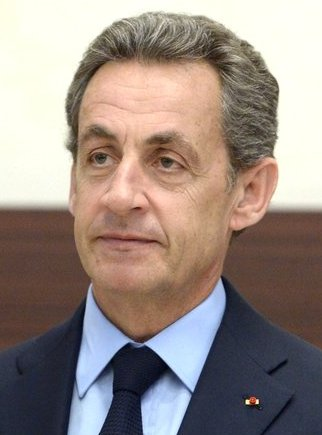
Nicolas Sarkozy en 2015.

Travailler plus pour gagner plus est un slogan de la campagne présidentielle française de 2007 utilisé par Nicolas Sarkozy. Il symbolise la volonté du candidat de remettre en cause les 35 heures et de « libérer » le temps de travail des salariés afin d'augmenter leur pouvoir d'achat.

## Contexte politique
Durant la campagne de l'élection présidentielle française de 2007, le candidat UMP Nicolas Sarkozy porte un programme économique dont l'un des objectifs consiste à rendre inopérants les effets de l'abaissement du temps de travail légal de 40 heures à 35 heures (dites « loi des 35 heures ») décidé par le gouvernement socialiste quelques années plus tôt. Il propose notamment la défiscalisation des heures supplémentaires, afin de donner un avantage concurrentiel à ce type d'horaire par rapport aux heures contractuelles.
Pour faire passer ce message dans l'opinion publique, il emploie alors pour la première fois au cours de cette campagne la formule « Travailler plus pour gagner plus » en octobre 2006.

## Réception
La formule rencontre un certain succès (large utilisation dans les médias) ce qui la propulse alors au rang de slogan du candidat pour le reste de la campagne,. Certains analystes n'hésitent d'ailleurs pas à voir dans la bonne réception du slogan un élément clé du succès du candidat lors de l'élection.
Des syndicats comme la CGT se sont opposés à cette idée, arguant que c'était une « provocation » envers les nombreux chômeurs français[réf. souhaitée]. De son côté, le MEDEF, alors dirigé par Laurence Parisot, était également contre, au motif qu'il s'agit d'une mesure de relance par la consommation.
Au cours de la campagne pour la présidentielle 2012, plusieurs articles qui dressent le bilan du quinquennat de Nicolas Sarkozy font référence à ce slogan. Ils démontrent ainsi l'impact qu'a eu ce slogan sur l'opinion publique.

## Postérité
Le slogan est régulièrement repris, sous des formes variées et parfois des significations différentes voire opposées, dans les médias ou par des personnalités politiques afin d'illustrer des idées concernant les problématiques du temps de travail et des salaires,,,,. La notoriété de ce slogan dépasse également les frontières nationales puisqu'il est employé par des médias d'autres régions francophones du monde,.
En avril 2017, le candidat à la présidence Emmanuel Macron utilise l'expression « travailler plus pour gagner davantage »,. Cette déclaration est mise en parallèle du slogan de Nicolas Sarkozy par des médias qui y voient une proximité idéologique entre les deux personnalités politiques.